# Alberto Di Chiara
Alberto Di Chiara (Roma, 29 marzo 1964) è un allenatore di calcio, procuratore sportivo ed ex calciatore italiano, di ruolo difensore o centrocampista.

## Biografia
È il fratello minore di Stefano, anche lui con un passato da calciatore.

## Carriera

### Giocatore

#### Club

Di Chiara (a destra) in azione alla Fiorentina nel 1988, alle prese con il capitano partenopeo Ferrario.

Cresciuto nel Bettini Quadraro, approda poi alle giovanili della Roma, squadra con cui esordisce in Serie A nella stagione 1980-1981. Nel 1982 passa alla Reggiana, in Serie B, dove colleziona 22 presenze.
Nella stagione successiva è ingaggiato dal Lecce. Nella stagione 1984-1985, al secondo tentativo, conquista la prima e storica promozione dei salentini nella massima serie, facendo poi parte della rosa a disposizione di Eugenio Fascetti nel campionato successivo. A Lecce gioca insieme al fratello Stefano.
Dal 1986 al 1991 milita nella Fiorentina, con la quale in cinque campionati di Serie A colleziona 142 presenze e 10 gol. Acquistato come ala, quell'anno il brasiliano Sebastião Lazaroni, neotecnico dei viola, decise di schierarlo in difesa, sul modello dei terzini d'attacco brasiliani. Passato al Parma, vestirà la maglia gialloblù dal 1991 al 1996 cogliendo in terra emiliana i suoi maggiori successi, proprio nel ruolo in cui l'aveva reinventato Lazaroni. Chiude la sua carriera professionistica nel Perugia.

#### Nazionale
Da terzino Di Chiara troverà la maglia azzurra. Fu infatti il primo giocatore del Parma ad essere convocato nella Nazionale italiana, scendendo in campo il 31 maggio 1992 in Italia-Portogallo (0-0) e collezionando altre presenze nei mesi successivi.

### Dopo il ritiro
Il primo ruolo di Di Chiara dopo il ritiro è quello di addetto stampa del Perugia, sotto la gestione societaria di Luciano Gaucci. Dopo l'abbandono del patron, Di Chiara diventa procuratore sportivo annoverando fra i suoi assistiti calciatori quali Zīsīs Vryzas e Giampiero Pinzi. Dal 2013 al 2015 è vice di Giuseppe Giannini sulla panchina della nazionale libanese.
Al di fuori del calcio, nel 2011 diventa opinionista e commentatore tecnico per Premium Calcio. Da fine gennaio 2018, è opinionista della neonata emittente radiofonica RMC Sport Network.
Dal 2022 collabora con la Radio fiorentina FirenzeViola, nella quale conduce il programma Colpi d'Ala. Da settembre condurrà con Costantino Nicoletti e Gianni Greco noto come il G, il programma Ganzamente In Viola

## Statistiche

### Presenze e reti nei club
Statistiche aggiornate al termine della carriera.
| Stagione          | Squadra           | Campionato        | Campionato | Campionato | Coppe nazionali | Coppe nazionali | Coppe nazionali | Coppe continentali | Coppe continentali | Coppe continentali | Altre coppe | Altre coppe | Altre coppe | Totale | Totale |
| Stagione          | Squadra           | Comp              | Pres       | Reti       | Comp            | Pres            | Reti            | Comp               | Pres               | Reti               | Comp        | Pres        | Reti        | Pres   | Reti   |
| ----------------- | ----------------- | ----------------- | ---------- | ---------- | --------------- | --------------- | --------------- | ------------------ | ------------------ | ------------------ | ----------- | ----------- | ----------- | ------ | ------ |
| 1980-1981         | Roma              | A                 | 1          | 0          | CI              | 1               | 1               | CdC                | 0                  | 0                  | -           | -           | -           | 2      | 1      |
| 1981-1982         | Roma              | A                 | 3          | 0          | CI              | 1               | 0               | CdC                | 0                  | 0                  | -           | -           | -           | 4      | 0      |
| Totale Roma       | Totale Roma       | Totale Roma       | 4          | 0          |                 | 2               | 1               |                    | 0                  | 0                  |             | -           | -           | 6      | 1      |
| 1982-1983         | Reggiana          | B                 | 22         | 1          | CI              | 3               | 0               | -                  | -                  | -                  | -           | -           | -           | 25     | 1      |
| 1983-1984         | Lecce             | B                 | 36         | 4          | CI              | 5               | 0               | -                  | -                  | -                  | -           | -           | -           | 41     | 4      |
| 1984-1985         | Lecce             | B                 | 32         | 6          | CI              | 5               | 3               | -                  | -                  | -                  | -           | -           | -           | 37     | 9      |
| 1985-1986         | Lecce             | A                 | 25         | 3          | CI              | 5               | 1               | -                  | -                  | -                  | -           | -           | -           | 30     | 4      |
| Totale Lecce      | Totale Lecce      | Totale Lecce      | 93         | 13         |                 | 15              | 4               |                    | -                  | -                  |             | -           | -           | 108    | 17     |
| 1986-1987         | Fiorentina        | A                 | 24         | 2          | CI              | 5               | 0               | CU                 | 1                  | 0                  | -           | -           | -           | 30     | 2      |
| 1987-1988         | Fiorentina        | A                 | 28         | 3          | CI              | 7               | 1               | -                  | -                  | -                  | -           | -           | -           | 35     | 4      |
| 1988-1989         | Fiorentina        | A                 | 31+1       | 1+0        | CI              | 10              | 0               | -                  | -                  | -                  | -           | -           | -           | 42     | 1      |
| 1989-1990         | Fiorentina        | A                 | 21         | 2          | CI              | 3               | 1               | CU                 | 8                  | 0                  | -           | -           | -           | 32     | 3      |
| 1990-1991         | Fiorentina        | A                 | 28         | 2          | CI              | 5               | 1               | -                  | -                  | -                  | -           | -           | -           | 33     | 3      |
| Totale Fiorentina | Totale Fiorentina | Totale Fiorentina | 132+1      | 10         |                 | 30              | 3               |                    | 9                  | 0                  |             | -           | -           | 172    | 13     |
| 1991-1992         | Parma             | A                 | 31         | 1          | CI              | 7               | 0               | CU                 | 1                  | 0                  | -           | -           | -           | 39     | 1      |
| 1992-1993         | Parma             | A                 | 30         | 1          | CI              | 5               | 0               | CdC                | 7                  | 0                  | SI          | 1           | 0           | 43     | 1      |
| 1993-1994         | Parma             | A                 | 29         | 1          | CI              | 4               | 1               | CdC                | 6                  | 0                  | SU          | 2           | 0           | 41     | 2      |
| 1994-1995         | Parma             | A                 | 30         | 0          | CI              | 8               | 0               | CU                 | 10                 | 0                  | -           | -           | -           | 48     | 0      |
| 1995-1996         | Parma             | A                 | 22         | 2          | CI              | 0               | 0               | CdC                | 5                  | 0                  | SI          | 1           | 0           | 28     | 2      |
| Totale Parma      | Totale Parma      | Totale Parma      | 142        | 5          |                 | 24              | 1               |                    | 29                 | 0                  |             | 4           | 0           | 199    | 6      |
| 1996-1997         | Perugia           | A                 | 25         | 0          | CI              | 0               | 0               | -                  | -                  | -                  | -           | -           | -           | 25     | 0      |
| Totale carriera   | Totale carriera   | Totale carriera   | 419        | 29         |                 | 74              | 9               |                    | 38                 | 0                  |             | 4           | 0           | 535    | 38     |

### Cronologia presenze in nazionale
| Cronologia completa delle presenze e delle reti in nazionale ― Italia | Cronologia completa delle presenze e delle reti in nazionale ― Italia | Cronologia completa delle presenze e delle reti in nazionale ― Italia | Cronologia completa delle presenze e delle reti in nazionale ― Italia | Cronologia completa delle presenze e delle reti in nazionale ― Italia | Cronologia completa delle presenze e delle reti in nazionale ― Italia | Cronologia completa delle presenze e delle reti in nazionale ― Italia | Cronologia completa delle presenze e delle reti in nazionale ― Italia |
| Data                                                                  | Città                                                                 | In casa                                                               | Risultato                                                             | Ospiti                                                                | Competizione                                                          | Reti                                                                  | Note                                                                  |
| --------------------------------------------------------------------- | --------------------------------------------------------------------- | --------------------------------------------------------------------- | --------------------------------------------------------------------- | --------------------------------------------------------------------- | --------------------------------------------------------------------- | --------------------------------------------------------------------- | --------------------------------------------------------------------- |
| 31-5-1992                                                             | New Haven                                                             | Italia                                                                | 0 – 0                                                                 | Portogallo                                                            | U.S. Cup 1992                                                         | -                                                                     | 34’                                                                   |
| 6-6-1992                                                              | Chicago                                                               | Stati Uniti                                                           | 1 – 1                                                                 | Italia                                                                | Amichevole                                                            | -                                                                     | 46’                                                                   |
| 9-9-1992                                                              | Eindhoven                                                             | Paesi Bassi                                                           | 2 – 3                                                                 | Italia                                                                | Amichevole                                                            | -                                                                     |                                                                       |
| 14-10-1992                                                            | Cagliari                                                              | Italia                                                                | 2 – 2                                                                 | Svizzera                                                              | Qual. Mondiali 1994                                                   | -                                                                     |                                                                       |
| 18-11-1992                                                            | Glasgow                                                               | Scozia                                                                | 0 – 0                                                                 | Italia                                                                | Qual. Mondiali 1994                                                   | -                                                                     | 10’                                                                   |
| 19-12-1992                                                            | La Valletta                                                           | Malta                                                                 | 1 – 2                                                                 | Italia                                                                | Qual. Mondiali 1994                                                   | -                                                                     | 46’                                                                   |
| 14-4-1993                                                             | Trieste                                                               | Italia                                                                | 2 – 0                                                                 | Estonia                                                               | Qual. Mondiali 1994                                                   | -                                                                     |                                                                       |
| Totale                                                                |                                                                       | Presenze                                                              | 7                                                                     |                                                                       | Reti                                                                  | 0                                                                     |                                                                       |

## Palmarès

### Giocatore

#### Club

##### Competizioni nazionali
- Coppa Italia: 2

Roma: 1980-1981
Parma: 1991-1992

##### Competizioni internazionali
- Coppa delle Coppe: 1

Parma: 1992-1993
- Supercoppa UEFA: 1

Parma: 1993
- Coppa UEFA: 1

Parma: 1994-1995